# ظهريرة هندية
ظهريرة هندية (الاسم العلمي:Notoedres indicus) هي نوع من الحيوانات يتبع جنس الظهريرة من الفصيلة القارمية.